# Nelia violascens
Nelia violascens är en fjärilsart som beskrevs av Butler 1881. Nelia violascens ingår i släktet Nelia och familjen praktfjärilar. Inga underarter finns listade i Catalogue of Life.